# تايلور كوبينراث
تايلور كوبينراث (بالإنجليزية: Taylor Coppenrath)‏ مواليد 8 نوفمبر 1981 في بارنيت، هو لاعب كرة سلة أمريكي معتزل. بدأ مسيرته الاحترافية في سنة 2005. حمل الرقم 22. يبلغ طوله 6 قدم 9 بوصة (2.1 م). اعتزل اللعب في 2015.

## المسيرة الاحترافية
لعب مع نادي إيه إي كي لكرة السلة في موسم 2005–2006، ثم لعب مع بييلا لكرة السلة في موسم 2006–2007، ثم لعب مع نادي أليكانتي لكرة السلة من سنة 2007 إلى 2009، ثم لعب مع سي بي مورسيا في الدوري الإسباني في موسم 2010–2011، ثم لعب مع منورقة لكرة السلة في موسم 2011–2012، ثم لعب مع نادي أليكانتي لكرة السلة في موسم 2012–2013.

## إحصائيات المسيرة
| السنة   | الفريق                    | لعب | بدأ | دقيقة | ميداني% | ثلاثية | حرة  | ارتداد | صنع | استلاب | تصدي | نقطة | أداء |
| ------- | ------------------------- | --- | --- | ----- | ------- | ------ | ---- | ------ | --- | ------ | ---- | ---- | ---- |
| 2005–06 | نادي إيه إي كي لكرة السلة | 13  | 13  | 28.6  | .495    | .000   | .789 | 3.6    | .5  | 1.0    | .4   | 11.1 | 10.9 |
| المسيرة |                           | 13  | 13  | 28.6  | .495    | .000   | .789 | 3.6    | .5  | 1.0    | .4   | 11.1 | 10.9 |

## روابط خارجية
- تايلور كوبينراث على موقع كرة السلة الأوروبية.كوم (الإنجليزية)
- تايلور كوبينراث على موقع كلية كرة السلة في سبورتس رفرنس.كوم (الإنجليزية)
- تايلور كوبينراث على موقع ريلجم (الإنجليزية)
- تايلور كوبينراث على موقع بروبوليرز (الإنجليزية)
- تايلور كوبينراث على موقع سبورتس رفرنس (الإنجليزية)